# Czas Krakowski
Czas Krakowski – konserwatywny dziennik (od 1996 tygodnik) wydawany w latach 1990–1997 w Krakowie.

## Historia
Pierwszy numer pisma ukazał się 28 marca 1990 roku. Tytuł gazety nawiązywał do tradycji konserwatywnego dziennika „Czas” wydawanego w latach 1848–1934 w Krakowie. Powstała jako odpowiedź środowisk konserwatywnych na liberalną „Gazetę Wyborczą”. Do końca 1995 ukazywał się jako dziennik, następnie w latach 1996–1997 jako tygodnik.
W roku 1997 została podjęta próba reaktywacji dziennika pod zmienionym tytułem: „Nowy Czas Krakowski”, nie przyniosła ona powodzenia i pismo ostatecznie upadło w sierpniu 1997 roku.

## Redakcja
Redaktorzy naczelni:
- Jan Polkowski (1990–1992, od sierpnia 1992)[1]
- Marek Halberda (od kwietnia do sierpnia 1992)[1]
- Piotr Legutko (od listopada 1996)[1][2]

W piśmie swoje teksty publikowali m.in.: Dorota Terakowska, Katarzyna Kolenda-Zaleska, Jan Maria Rokita, Mieczysław Gil, Tadeusz Pikulicki, Wojciech Czuchnowski, Witold Gadowski, Dariusz Domański, Marek Żukow-Karczewski, a w latach 1995–1996 Teresa Bochwic, Piotr Legutko, Andrzej Urbański.